# Paolo Ercole
Paolo Ercole (Quattordio, 19 dicembre 1821 – Felizzano, 26 settembre 1895) è stato un politico italiano.

## Biografia
Paolo Ercole nacque a Piepasso, frazione di Quattordio, secondo figlio di un notaio. Seguendo la tradizione piemontese per i secondogeniti, la famiglia lo indirizzò verso la carriera ecclesiastica, facendogli frequentare il Seminario vescovile di Asti. Nel 1843 si laureò in teologia presso l'Università degli Studi di Torino, ma la prematura morte del fratello Pietro lo spinse a cambiare carriera: solo due anni più tardi acquisì anche la laurea in giurisprudenza. Negli anni successivi occupò diverse posizioni di impiegato ministeriale, la prima delle quali presso il ministero della Pubblica Istruzione presieduto da Cristoforo Mameli. 

### Carriera politica ed istituzionale
La carriera politica di Ercole cominciò nel 1859, quando divenne rappresentante del mandamento di Felizzano nel consiglio dell'appena costituita provincia di Alessandria. L'anno successivo si presentò alle elezioni per la VII legislatura del Regno di Sardegna, sfidando Vincenzo Capriolo nel collegio elettorale di Oviglio, ma venne sconfitto per pochi voti; l'elezione alla Camera dei deputati arrivò l'anno successivo, in occasione delle prime elezioni politiche del nuovo Regno d'Italia.

#### Carriera parlamentare
Cominciò così la sua lunga carriera in parlamento, intervallatasi solamente durante la X legislatura e conclusasi con la XIX. Sebbene la sua elezione fosse arrivata con l'appoggio del ministro degli interni Ubaldino Peruzzi, importante esponente toscano della Destra, rientrò fin da subito nei ranghi della Sinistra. Camillo Antona Traversi, nell'elogio funebre in memoria di Paolo Ercole, ritrae un politico estremamente modesto, che non chiese mai nessun favore e, anzi, rifiutò ogni cosa che gli venne offerta. 
Nelle prime legislature passate all'opposizione fu membro di diverse commissioni; in questo periodo, inoltre, strinse una forte amicizia personale con Agostino Depretis, che dopo la morte di Urbano Rattazzi divenne capo della Sinistra e, nel 1876, presidente del Consiglio dei ministri. La fama di Ercole crebbe col passare delle legislature, tanto da divenire una sorta di faro per i parlamentari più giovani ed inesperti, i quali trovavano in lui una guida smaliziata che li aiutava a districarsi nel complesso mondo istituzionale. Depretis, da presidente, si servì continuamente della profonda conoscenza di Ercole della prassi e della giurisprudenza parlamentare, nonché della esperienza che aveva maturato nelle varie legislature.
Ercole si impegnò sempre in battaglie liberali, volte a favorire gli umili: si ricordano, in particolare, quella contro la pena di morte, di fatto abolita nel 1877, e quella per l'allargamento della base elettorale, che si realizzò nella  legge elettorale del 1882. Il ruolo di Ercole in queste occasioni fu quello di vero e proprio portavoce alla Camera del Presidente del Consiglio.
La parabola politica cominciò la fase discendente con l’uscita di scena di Depretis, deceduto nel 1887.

#### Sindaco di Felizzano

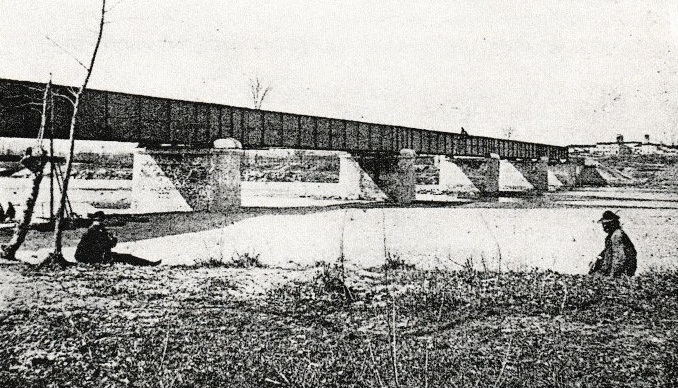
Ponte di Felizzano nel 1886.

In ambito locale, Ercole ricoprì la carica di sindaco di Felizzano dal 1875 al 1882, ma fino e successivamente alla sua morte fu il partito dei cosiddetti Ercoliani ad amministrare il comune. Durante tutta la sua carriera politica ebbe un occhio di riguardo per Felizzano, contribuendo in maniera decisiva allo stanziamento di fondi per alcune grandi opere, quali l’edificio scolastico del 1879, l’asilo infantile del 1883, il ponte sul Tanaro del 1886, e la pavimentazione con ciottolato e lastre di granito della strada maestra, la via principale del comune.
Sebbene Paolo Ercole non esercitò mai il mestiere di avvocato, di sovente offrì consulenze gratuite ai cittadini di Felizzano che non avrebbero altrimenti potuto permettersele.

### La morte
Morì a Felizzano il 26 settembre 1895. Il consiglio comunale decise di omaggiare Ercole intitolandogli alcune delle opere che lui stesso aveva contribuito a realizzare, quali la strada maestra, la piazza del mercato e l'asilo comunale. Successivamente due monumenti celebrativi, realizzati da Luigi Belli nel 1911, furono situati in piazza Paolo Ercole e presso la sua tomba nel cimitero comunale.